# Stemma della Sierra Leone
Lo stemma della Sierra Leone è il simbolo araldico ufficiale del paese, adottato nel 1960. 

## Descrizione
Esso consiste in uno scudo partito orizzontalmente da una linea dentata che rappresenta le montagne che danno il nome al paese: nella parte superiore si trovano tre torce su campo bianco, mentre inferiormente è raffigurato un leone dorato su campo verde. Il piede dello scudo è a bande ondulate bianche e azzurre a simboleggiare l'oceano. A sostegno dello scudo si trovano due leoni e due palme. Nella parte bassa un cartiglio riporta il motto del paese: Unity, Freedom, Justice (in inglese Unità, Libertà, Giustizia).